# Dieze
Pour l’article ayant un titre homophone, voir Dièse.
La Dieze est une rivière néerlandaise de la province du Brabant-Septentrional.

## Géographie
La Dieze naît au confluent du Dommel, de l'Aa et du Zuid-Willemsvaart, au nord du centre de Bois-le-Duc. La Dieze passe dans le lac d'Ertveld Plas, puis à l'est d'Engelen où le Canal Henriëttewaard s'en détache. Puis la rivière se jette dans la Meuse près du Fort de Crèvecœur, sur le territoire de l'ancienne commune d'Empel en Meerwijk.
Le tronçon du Dommel traversant le centre historique de Bois-le-Duc s'appelle Binnendieze pour des raisons historiques.

## Histoire
D'un point de vue historique, la Dieze est l'ancien nom de l'actuel Run ou Esschestroom, un affluent du Dommel.
Au Moyen Âge, la Dieze (Esschestroom) fut considérée comme le bras principal au confluent de celle-ci et du Dommel, raison pour laquelle la rivière en aval de Halder s'appelait également Dieze. Lors de sa rencontre avec l'Aa, la Dieze était toujours considérée comme rivière principale, et elle a longtemps conservée son nom. À cette époque déjà, la partie de la Dieze située intra muros de Bois-le-Duc était appelée Binnendieze ou Dieze intérieure.
Plus tard, le Dommel fut considéré comme affluent principal, et la partie entre Halder (confluent Esschestroom / Dommel) et Bois-le-Duc prit le nom de Dommel. Seul le tronçon en aval du confluent du Dommel, de l'Aa et le Zuid-Willemsvaart a conservé le nom de Dieze.

## Source
- (nl) Cet article est partiellement ou en totalité issu de l’article de Wikipédia en néerlandais intitulé « Dieze (rivier) » (voir la liste des auteurs).